# Кубок Вірменії з футболу 2020—2021
Кубок Вірменії з футболу 2020–2021 — 30-й розіграш кубкового футбольного турніру у Вірменії. Титул вшосте здобув Арарат.

## Календар
| Раунд        | Дата                             | Матчі | Клуби  |
| ------------ | -------------------------------- | ----- | ------ |
| Перший раунд | 18 вересня 2020 - 25 лютого 2021 | 12    | 14 → 8 |
| 1/4 фіналу   | 11 березня - 5 квітня 2021       | 8     | 8 → 4  |
| 1/2 фіналу   | 20 квітня - 1 травня 2021        | 4     | 4 → 2  |
| Фінал        | 15 травня 2021                   | 1     | 2 → 1  |

## Перший раунд
| Команда 1                      | Заг.    | Команда 2    | 1-й матч | 2-й матч |
| ------------------------------ | ------- | ------------ | -------- | -------- |
| 18 вересня/7 листопада 2020    |         |              |          |          |
| Західна Вірменія (2)           | 6:2     | Гандзасар    | 3:2      | 3:0      |
| 18 вересня/9 листопада 2020    |         |              |          |          |
| Ван                            | 2:0     | Нораванк (2) | 0:0      | 2:0      |
| 18 вересня 2020/25 лютого 2021 |         |              |          |          |
| Урарту                         | 2:1     | Пюнік        | 2:1      | 0:0      |
| 19 вересня/7 листопада 2020    |         |              |          |          |
| Ширак                          | 1:3     | Алашкерт     | 1:2      | 0:1      |
| Арарат                         | 6:1     | Юніор Севан  | 3:0      | 3:1      |
| 19 вересня/22 листопада 2020   |         |              |          |          |
| БКМА (Єреван) (2)              | 2:2 (ч) | Лорі         | 0:0      | 2:2      |

## 1/4 фіналу
| Команда 1                | Заг.         | Команда 2         | 1-й матч | 2-й матч |
| ------------------------ | ------------ | ----------------- | -------- | -------- |
| 11 березня/3 квітня 2021 |              |                   |          |          |
| Західна Вірменія (2)     | 3:5          | Арарат            | 2:0      | 1:5      |
| Ноах                     | 4:2          | Урарту            | 2:0      | 2:2      |
| 11 березня/4 квітня 2021 |              |                   |          |          |
| Ван                      | 1:1 пен. 3:5 | Арарат-Вірменія   | 0:1      | 1:0      |
| 11 березня/5 квітня 2021 |              |                   |          |          |
| Алашкерт                 | 6:1          | БКМА (Єреван) (2) | 4:0      | 2:1      |

## 1/2 фіналу
| Команда 1               | Заг. | Команда 2       | 1-й матч | 2-й матч |
| ----------------------- | ---- | --------------- | -------- | -------- |
| 20/30 квітня 2021       |      |                 |          |          |
| Алашкерт                | 4:2  | Ноах            | 1:1      | 3:1      |
| 20 квітня/1 травня 2021 |      |                 |          |          |
| Арарат                  | 3:2  | Арарат-Вірменія | 2:0      | 1:2      |

## Фінал
| 15 травня 2021 18:00 (EEST) |

| Алашкерт      | 1:3      | Арарат                    |
| ------------- | -------- | ------------------------- |
| М.Манасян 85' | Протокол | Папікян 12' Коне 19', 55' |

| Республіканський стадіон імені Вазгена Саркісяна, Єреван Глядачів: 4 000 Арбітр: Бенуа Мілло |